# Меннінген
Меннінген (нім. Menningen) — громада в Німеччині, розташована в землі Рейнланд-Пфальц. Входить до складу району Бітбург-Прюм. Складова частина об'єднання громад Зюдайфель.
Площа — 3,42 км2. Населення становить 171 ос. (станом на 31 грудня 2020).

## Галерея

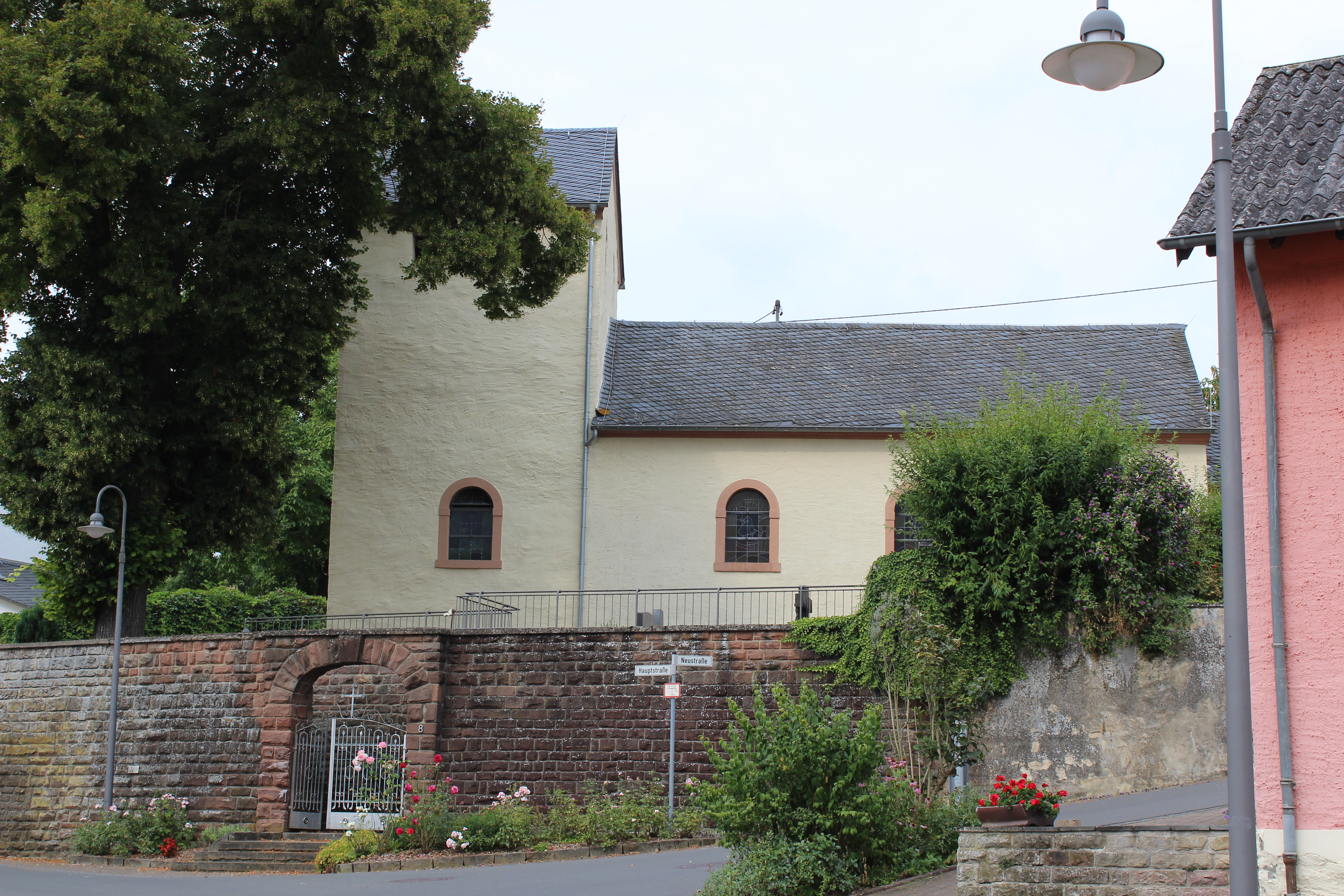